# Reilly Opelka
Reilly Opelka, född 28 augusti 1997 i St. Joseph, Michigan, är en amerikansk tennisspelare.

## Karriär

### Juniorkarriär
Opelka vann pojksingeln vid Wimbledonmästerskapen 2015 efter att ha besegrat Mikael Ymer i finalen. Tillsammans med Akira Santillan nådde han även finalen i pojkdubbel vid Wimbledon 2015, där det dock blev förlust mot Lý Hoàng Nam och Sumit Nagal.

### Proffskarriär
I februari 2019 tog Opelka sin första titel på ATP-touren då han vann New York Open efter att ha besegrat Brayden Schnur i finalen. I februari 2020 blev det en andraplats (tillsammans med Steve Johnson) i dubbel vid New York Open efter en finalförlust mot Dominic Inglot och Aisam-ul-Haq Qureshi. Under samma månad tog Opelka sin andra singeltitel då han besegrade Yoshihito Nishioka i finalen av Delray Beach Open.

## ATP-finaler

### Singel: 5 (3 titlar, 2 andraplatser)
| Teckenförklaring       |
| ---------------------- |
| Grand Slam (0–0)       |
| ATP Finals (0–0)       |
| ATP Masters 1000 (0–1) |
| ATP 500 Series (0–0)   |
| ATP 250 Series (3–1)   |

| Finaler efter underlag |
| ---------------------- |
| Hard court (3–2)       |
| Grus (0–0)             |
| Gräs (0–0)             |

| Resultat | V–F | Datum         | Turnering              | Kategori     | Underlag       | Motståndare        | Resultat                |
| -------- | --- | ------------- | ---------------------- | ------------ | -------------- | ------------------ | ----------------------- |
| Vinnare  | 1–0 | Februari 2019 | New York Open, USA     | 250 Series   | Hard court (i) | Brayden Schnur     | 6–1, 6–7(7–9), 7–6(9–7) |
| Vinnare  | 2–0 | Februari 2020 | Delray Beach Open, USA | 250 Series   | Hard court     | Yoshihito Nishioka | 7–5, 6–7(4–7), 6–2      |
| Tvåa     | 2–1 | Augusti 2021  | Canadian Open, Kanada  | Masters 1000 | Hard court     | Daniil Medvedev    | 4–6, 3–6                |
| Vinnare  | 3–1 | Februari 2022 | Dallas Open, USA       | 250 Series   | Hard court (i) | Jenson Brooksby    | 7–6(7–5), 7–6(7–3)      |
| Tvåa     | 3–2 | Februari 2022 | Delray Beach Open, USA | 250 Series   | Hard court     | Cameron Norrie     | 6–7(1–7), 6–7(4–7)      |

### Dubbel: 4 (1 titel, 3 andraplatser)
| Teckenförklaring       |
| ---------------------- |
| Grand Slam (0–0)       |
| ATP Finals (0–0)       |
| ATP Masters 1000 (0–0) |
| ATP 500 Series (0–2)   |
| ATP 250 Series (1–1)   |

| Finaler efter underlag |
| ---------------------- |
| Hard court (1–2)       |
| Grus (0–0)             |
| Gräs (0–1)             |

| Resultat | V–F | Datum         | Turnering                                  | Kategori   | Underlag       | Medspelare    | Motståndare                         | Resultat              |
| -------- | --- | ------------- | ------------------------------------------ | ---------- | -------------- | ------------- | ----------------------------------- | --------------------- |
| Tvåa     | 0–1 | Oktober 2019  | Swiss Indoors, Schweiz                     | 500 Series | Hard court (i) | Taylor Fritz  | Jean-Julien Rojer Horia Tecău       | 5–7, 3–6              |
| Tvåa     | 0–2 | Februari 2020 | New York Open, USA                         | 250 Series | Hard court (i) | Steve Johnson | Dominic Inglot Aisam-ul-Haq Qureshi | 6–7(5–7), 6–7(6–8)    |
| Tvåa     | 0–3 | Juni 2021     | Queen's Club Championships, Storbritannien | 500 Series | Gräs           | John Peers    | Pierre-Hugues Herbert Nicolas Mahut | 4–6, 5–7              |
| Vinnare  | 1–3 | Juli 2021     | Atlanta Open, USA                          | 250 Series | Hard court     | Jannik Sinner | Steve Johnson Jordan Thompson       | 6–4, 6–7(6–8), [10–3] |